# ホワイトハンター ブラックハート
『ホワイトハンター ブラックハート』（White Hunter Black Heart）は、1990年に公開されたアメリカ映画。監督およびプロデューサー、出演はクリント・イーストウッド。
1951年の映画『アフリカの女王』のアフリカロケに同行した脚本家ピーター・ヴィアテルが当時の体験をもとに執筆した小説をヴィアテル本人が脚色に参加して映画化した作品。

## ストーリー
1950年代初頭、世界的に知られた映画監督ジョン・ウィルソンは、友人で若手脚本家のピート・ヴェリルと共に新作映画の撮影のためにアフリカに向かおうとしていた。しかし、ウィルソンは自分のやり方にこだわるあまり、プロデューサーのランダースや出資者たちから無事に映画を完成させられるのか不安視される。また、自分が書いた脚本の「最後に主役とヒロインが死ぬ」という結末を巡り、ピートとも意見の対立が起きる。最終的にピートが折れるが、当のウィルソンは撮影よりもアフリカでの狩猟に関心が向けられていた。
スタッフやキャストに先立ちアフリカ入りしたウィルソンとピートは、ホテルの従業員たちと交流して過ごす。ある日の夜、ウィルソンはレストランで出会った女性マーガレットを口説いていたが、彼女はユダヤ人であるピートの前でユダヤ人を侮辱してしまう。ウィルソンの制止を聞かずにユダヤ人を侮辱し続けるマーガレットに対し、ウィルソンは「あなたは最低の女性だ」と激怒して追い返してしまう。ピートはウィルソンに感謝し、二人はレストランを出ようとするが、白人のホテルマンがミスをした黒人従業員を殴りつける場面を目撃し、激怒したウィルソンはそのホテルマンに決闘を挑む。ウィルソンは袋叩きに遭って部屋に運び込まれるが、ピートに向かい「正しいと思ったことは行動に移すべきだ」と満足げに語りかける。
翌朝、ウィルソンはピートを連れて、地元ガイドのキブと共に狩猟に向かう。狩猟を好まないピートは途中で同行を止めてしまうが、ウィルソンはキブと共に念願の象狩りに向かう。白人ガイドと共に残ったピートは遠くから象を観察し、自然の雄大さに感動を覚える。一方、ウィルソンは象の群れに遭遇して狩りを始めようとするが、ガイドに危険性を訴えられ、狩りを断念して引き返す。ウィルソンは引き続き象狩りを行おうと計画するが、ランダースがスタッフ・キャストを連れて到着することを知ったピートは撮影に戻るように説得する。しかし、ウィルソンは聞き入れようとしないため、怒ったピートはロンドンに戻ろうとする。
ランダース一行が到着し、ピートは彼から説得されてアフリカに留まることになる。その夜、ウィルソンは仕留めた動物の肉料理で撮影隊を歓迎する。ランダースは狩猟を止めて撮影に入るように説得するが、ウィルソンは狩猟を優先する考えを変えようとはしなかった。翌朝、ウィルソンはようやく撮影を始めようとするが、雨が降り始めてしまい中止となる。雨が数日間降り続けることを知ったウィルソンは、キブを連れて象狩りに出かける。雨が止んで撮影が再開されようとしたが、そこに「近くで象が見つかった」と知らせが入り、ウィルソンは撮影を放り出して再び象狩りに向かってしまう。ウィルソンは至近距離から象を撃とうとするが、象の気迫に圧されて射撃を止める。しかし、子象を守ろうとした母象に襲われそうになり、ウィルソンを守ろうとしたキブが犠牲になってしまう。ショックを受けたウィルソンは撮影現場に戻り、キブを失った家族が悲しむ姿を目の当たりにする。ウィルソンは「君の言う通り、あの結末は暗すぎる」とピートに告げ、撮影を再開させる。

## キャスト
※括弧内は日本語吹き替え
- ジョン・ウィルソン - クリント・イーストウッド（山田康雄）：傲慢で破天荒な映画監督。ジョン・ヒューストンがモデル。
- ピート・ヴェリル - ジェフ・フェイヒー（池田秀一）：脚色を担当することになった脚本家。ジョンの友人。ピーター・ヴィアテルがモデル。
- ポール・ランダース - ジョージ・ズンザ（石田太郎）：プロデューサー。
- ラルフ・ロックハート - アラン・アームストロング（有本欽隆）：マネージャ。ジョンの行動を監視し、ランダースに報告するスパイ。
- ケイ・ギブソン - マリサ・ベレンソン（沢田敏子）：主演女優。キャサリン・ヘプバーンがモデル。
- その他：峰恵研、筈見純、太田淑子、叶木翔子、瀬能礼子、秋元羊介、島香裕、沢りつお、林一夫、伊井篤史、火野カチコ、島田敏、安西正弘

## 評価
レビュー・アグリゲーターのRotten Tomatoesでは35件のレビューで支持率は86%、平均点は7.00/10となった。Metacriticでは29件のレビューを基に加重平均値が66/100となった。